# Friedel Grützmacher
Elfriede Galama („Friedel“) Grützmacher (* 3. August 1942 in Leer (Ostfriesland)) ist eine deutsche Politikerin von Bündnis 90/Die Grünen.

## Ausbildung und Beruf
Nach einem Lehramtsstudium mit den Fächern Germanistik und Sport arbeitete sie ab 1965 als Lehrerin, unter anderem in Wörth am Rhein (Rheinland-Pfalz).

## Politische Tätigkeit
In den 80er Jahren wurde sie Mitglied der Grünen. 1991 wurde sie in den Landtag Rheinland-Pfalz gewählt. Dort war sie 1993–96 Fraktionsvorsitzende, 1996–2001 stellvertretende Fraktionsvorsitzende. In den Jahren 2001–2006 war sie Vizepräsidentin des rheinland-pfälzischen Landtags. Sie war Mitglied des Rechtsausschusses und des Innenausschusses sowie der Strafvollzugskommission. Bis 1996 war sie in der grünen Fraktion für Bildungspolitik zuständig. Grützmacher trat bei der Landtagswahl am 26. März 2006 nicht mehr an und zog in den folgenden Monaten nach Berlin um. Sie ist heute Vorsitzende des deutschen Freundeskreises des jüdisch-arabischen Friedenszentrums Givat Haviva und Gründungsmitglied der Friedensakademie Rheinland-Pfalz.

## Ehrungen
- 2013: Verdienstkreuz 1. Klasse der Bundesrepublik Deutschland

## Belege
1. ↑  givat-haviva.de
2. ↑  rhein-zeitung.de